# BOMP!BOMP!BOMP!
BOMP!BOMP!BOMP(ボンプ!ボンプ!ボンプ!)は、STANCE PUNKSの2枚目のミニアルバム。2008年3月5日発売。

## 解説＆収録曲
1. 黒いブーツ
作詞・作曲：TSURU
2. 国境線のギミー 
作詞・作曲：TSURU
3. DISCO DISCO DISCO 
作詞・作曲：川崎テツシ
4. 街で一番の君に
作詞・作曲：川崎テツシ
5. 嘘つきチェリー 
作詞・作曲：TSURU
6. クソッタレ～2008 super edition～
作詞・作曲：TSURU

| スタブアイコン | サブスタブ | この項目は、まだ閲覧者の調べものの参照としては役立たない、アルバムに関連した書きかけの項目です。この項目を加筆・訂正などしてくださる協力者を求めています（P:音楽/PJ:アルバム）。 |